# Gunnar Norebø
Gunnar Norebø (28 gennaio 1976) è un ex calciatore norvegese, di ruolo centrocampista.

## Carriera

### Club
Norebø era considerato un giovane talento del calcio norvegese, tanto da allenarsi anche con l'Ajax. Debuttò nella Tippeligaen con la maglia del Brann, in data 2 maggio 1993: sostituì Patrik Hansson nella vittoria per 3-2 sullo HamKam. Nel 1998, giocò in prestito nel VPS. Svincolato dal Brann, negoziò i termini di un accordo con i greci dello Ionikos, ma delle irregolarità contrattuali fecero saltare il trasferimento.
Firmò così per lo Åsane. Ad agosto 2004, fu assunto dal Norsk Folkehjelp per un progetto in Eritrea: avrebbe dovuto giocare, allenare e aiutare a crescere gli altri calciatori del Tesfa. Tornò allo Åsane l'anno seguente.
Nel 2006 fu ingaggiato dal Lørenskog, come calciatore ed assistente dell'allenatore. Si ritirò nel 2009.

### Nazionale
Norebø giocò 13 partite per le nazionali giovanili norvegesi.